# Lidlidda
Lidlidda (Bayan ng Lidlidda) är en kommun i Filippinerna. Kommunen ligger på ön Luzon, och tillhör provinsen Södra Ilocos. Folkmängden uppgår till 4 022 invånare.
Lidlidda är indelat i 11 barangayer.